# 重华县
重华县，中国旧县名。
川陕苏区设。1935年初由四川省江油县东北部重华堰地区及梓潼县一部析置。同年3月，中国工农红军北上后撤销。